# 님은 가시고 (1958년 영화)
"님은 가시고"는 한국에서 제작된 백명현 감독의 1958년 영화이다. 나일 등이 주연으로 출연하였고 배운철 등이 제작에 참여하였다.

## 출연

### 주연
- 나일
- 김근자
- 정덕순
- 서월영
- 김수향

### 조연
- 주일몽

## 기타
- 조명: 이인식
- 녹음: 최칠복
- 미술: 임명선